# Кочетов, Сергей Кузьмич
Сергей Кузьмич Кочетов (1894—1957) — советский хозяйственный, государственный и политический деятель.

## Биография
Родился в 1894 году в деревне Колдыбай. Член ВКП(б) с 1922 года.
С 1914 года — на хозяйственной, общественной и политической работе. В 1914—1954 гг. — ученик слесаря, плотник в селе Атамановка, участник Первой мировой, Гражданской войн, участник установления Советской власти в Урянхайском крае, слушатель курсов руководящих работников колхозного строительства при ЦК ВКП(б), на руководящих должностях в горнорудной промышлености в Таджикской ССР, на Урале и на Алтае, участник Великой Отечественной войны, заместитель председателя горисполкома города Кызыл, сотрудник Тувинского областного краеведческого
музея, заведующий отделом истории Тувинской народной республики.
Избирался депутатом Верховного Совета СССР 1-го созыва.
Умер в Кызыле в 1957 году.